# Saranac (Nueva York)
Saranac es un pueblo ubicado en el condado de Clinton en el estado estadounidense de Nueva York. En el año 2000 tenía una población de 4.165 habitantes y una densidad poblacional de 13.9 personas por km².

## Geografía
Saranac se encuentra ubicado en las coordenadas 44°39′13″N 73°46′27″O / 44.65361, -73.77417.

## Demografía
Según la Oficina del Censo en 2000 los ingresos medios por hogar en la localidad eran de $45,761, y los ingresos medios por familia eran $51,542. Los hombres tenían unos ingresos medios de $40,315 frente a los $28,750 para las mujeres. La renta per cápita para la localidad era de $18,242. Alrededor del 9.8% de la población estaban por debajo del umbral de pobreza.